# Обретеник
Обре́теник (болг. Обретеник) — село в Русенській області Болгарії. Входить до складу общини Борово.

## Населення
За даними перепису населення 2011 року у селі проживали 1410 осіб.
Національний склад населення села:
| Національність   | Кількість осіб | Відсоток |
| ---------------- | -------------- | -------- |
| болгари          | 505            | 36,0%    |
| цигани           | 476            | 34,0%    |
| турки            | 408            | 29,1%    |
| інша             | 3              | 0,2%     |
| не визначились   | 9              | 0,6%     |
| Всього відповіли | 1401           |          |

Розподіл населення за віком у 2011 році:
Динаміка населення: